# アラン・アルティノグリュ
アラン・アルティノグリュ（Alain Altinoglu, 1975年10月9日 - ）は、フランスの指揮者。アルティノグルと表記されることもある。

## 経歴
イスタンブール出身のアルメニア系家族のもと、パリに生まれる。パリ国立高等音楽・舞踊学校で学び、後に同校で指導も行っている。
シカゴ交響楽団、ウィーン・フィルハーモニー管弦楽団、フィラデルフィア管弦楽団、スイス・ロマンド管弦楽団、メトロポリタン歌劇場、パリ・オペラ座など、世界中のオーケストラ、オペラハウスで指揮を行い、2015年にはバイロイト音楽祭にもデビューしている。2016年からモネ劇場の音楽監督、2021年からhr交響楽団の首席指揮者を務める。
オペラの指揮を得意とし、CD,DVDの録音としてパスカル・デュサパンのオペラ『Perelà uomo di fumo』、ラロのオペラ『フィエスク』、マスネのオペラ『テレーズ』、オネゲルの劇的オラトリオ『火刑台上のジャンヌ・ダルク』などがある。
アルティノグリュは、メゾソプラノのNora Gubischと結婚し、共同の録音、リサイタルも行っている。